# Trichestra albirena
Trichestra albirena är en fjärilsart som beskrevs av Paul Dognin 1916. Trichestra albirena ingår i släktet Trichestra och familjen nattflyn. Inga underarter finns listade i Catalogue of Life.